# Olof van der Meulen
Roelof Antonius (Olof) van der Meulen (Sneek, 8 november 1968) is een voormalig Nederlands volleybalinternational die behoort tot de gouden generatie die in 1996 olympisch kampioen werd in Atlanta.
Olof van der Meulen deed tweemaal mee aan de Olympische Spelen. In 1992 werd hij bij de Zomerspelen in Barcelona met het Nederlands team tweede achter Brazilië. Vier jaar later was hij lid van het Nederlands team dat goud veroverde in Atlanta door Italië in de finale te verslaan.

## Palmares
World League:
- 1996

Edwin Benne · Peter Blangé · Ron Boudrie · Henk-Jan Held · Marko Klok · Jan Posthuma · Avital Selinger · Martin Teffer · Martin van der Horst · Olof van der Meulen · Ronald Zoodsma · Ron Zwerver
Peter Blangé · Rob Grabert · Guido Görtzen · Henk-Jan Held · Misha Latuhihin · Jan Posthuma · Brecht Rodenburg · Richard Schuil · Bas van de Goor · Mike van de Goor · Olof van der Meulen · Ron Zwerver